# Venă cardiacă mediană
Vena cardiacă mediană începe la vârful inimii; urcă în șanțul longitudinal posterior și se termină în sinusul coronarian în apropierea extremității drepte. 